# 김영무 (법조인)
김영무(金永珷, 1942년 7월 19일 ~ )는 국무총리실 법무담당 보좌관, 상공부 자문위원, 은행감독원 금융분쟁위원회 위원, 증권관리위원회 비상임위원, 중앙일보 사외이사 등을 역임한 대한민국의 법조인이며, 김앤장 법률사무소의 설립변호사(Founding Partner)이다. 1964년 제2회 사법시험을 차석으로 합격한 후 현 사법연수원의 전신인 사법대학원을 마치고 미국에서 유학해 시카고대 로스쿨과 하버드 로스쿨을 졸업했다. 당시 미국 로스쿨에 들어간 한국 유학생들이 1년 남짓한 외국인 전용 LL.M.(법학석사) 과정을 밟는 것과 달리 미국 로스쿨에서 미국 학생들과 같이 3년간 공부하여 정규과정 학위인 J.D.(법무박사) 학위를 취득한 최초의 한국인이다. 1970년 하버드 로스쿨 졸업후 국제 로펌 베이커 앤 맥켄지의 시카고 본사와 일본 도쿄 사무소에서 근무했고 귀국한 후 1973년 1월 김&장을 설립하였다. 국내 전문 로펌시대를 본격적으로 개척한 것으로 평가되고 있다.

## 학력
- 경기중학교
- 경기고등학교
- 서울대학교 법과대학 (법학학사, 1964)
- 서울대학교 법과대학원 (법학석사, 1966)
- 미국 시카고대학교 로스쿨 (비교법학석사(M.C.L.), 1967)
- 미국 하버드 로스쿨 (법무박사(J.D.), 1970)[4][5][6][7]

## 자격취득
- 변호사, 대한민국 (1966), 일리노이주 (1970)

## 경력
- 베이커 앤 맥켄지 시카고 사무소, 도쿄 사무소 변호사(Associate)[8]
- 서울대학교 사법대학원 강사 (1970-1971)
- 국무총리실 법무담당보좌관 (1970-1971)
- 법제처 전문위원 (1972)
- 김앤장 법률사무소 대표변호사 (1973-)
- 재무부 외자도입심의위원회 위원 (1981-1982)
- 법무부 민상법개정 특별위원회 위원 (1981-1984)
- 상공부 통상정책자문위원 (1986-1990)
- 상공부 무역위원회 무역위원 (1987-1990)
- 대통령자문 21세기 위원회 위원 (1989-1994)
- 은행감독원 금융분쟁조종위원회 위원 (1991-현재)
- 증권관리위원회 비상임위원 (1991-1995)
- 서울대학교 총동창회 고문
- 한미우호협회 부회장

## 논문 및 저서
- 군비축소를 통한 대한민국의 통일 (법학, 서울대학교,1972)
- 외국인투자기업을 위한 세법 (한국의 외국인투자와 그 법률적 문제에 대한 세미나,1974)
- Doing Business in Korea:, Korean Journal of Comparative Law, Volume II. (한국비교법학회 편,1974)
- Full Faith & Credit and Government Owned Banking Institutions in Korea (공저, Korean Journal of Comparative Law, Volume VI. 한국비교법학회,1978)
- Chattel Security in Korea (공저, Korean Journal of Comparative Law, Volume VII. 한국비교법학회,1979)
- 해외증권 발행의 법과 실무 (공저, 한국경제신문사,1989)
- 경영의 고도기법 M&A (공저, 중앙일보사,1991)

## 표창
2007년 제41회 납세자의 날 행사에서 부총리겸 재정경제부 장관으로부터 모범성실납세자 표창을 받았다.  김앤장은 네 차례에 걸쳐서 납세자의 날 표창을 받았으나, 김영무 개인으로서는 처음이었다.  당시 국세청 관계자는 "모범성실납세자는 세금납부의 성실도를 기준으로 선정하는데 김영무씨도 이 기준에 따라 선정되었다"라고 말했다.